# Jesper Christiansen
Jesper Christiansen, född 24 april 1978 i Roskilde, är en före detta dansk fotbollsspelare (målvakt).
Han har tidigare spelat klubbfotboll i länder såsom Tyskland, Danmark och har även spelat i Sverige för IF Elfsborg. Jesper Christiansen är också andramålvakt i danska landslaget och har även tagit del i Elfsborgs lagbygge. 